# Сатанинская обувь
«Сатани́нская о́бувь», «Сатани́нские боти́нки», «Кроссо́вки Сатаны́» (англ. Satan Shoes) — серия кастомной обуви Nike Air Max 97, созданная в 2021 году в результате сотрудничества музыканта Lil Nas X и арт-коллектива MSCHF. Их дизайн и маркетинг вызвали недовольства из-за ярких сатанинских образов. Nike подала в суд на MSCHF за нарушение прав на товарный знак, ложное указание происхождения, размывание товарного знака и недобросовестную конкуренцию.

## История и описание

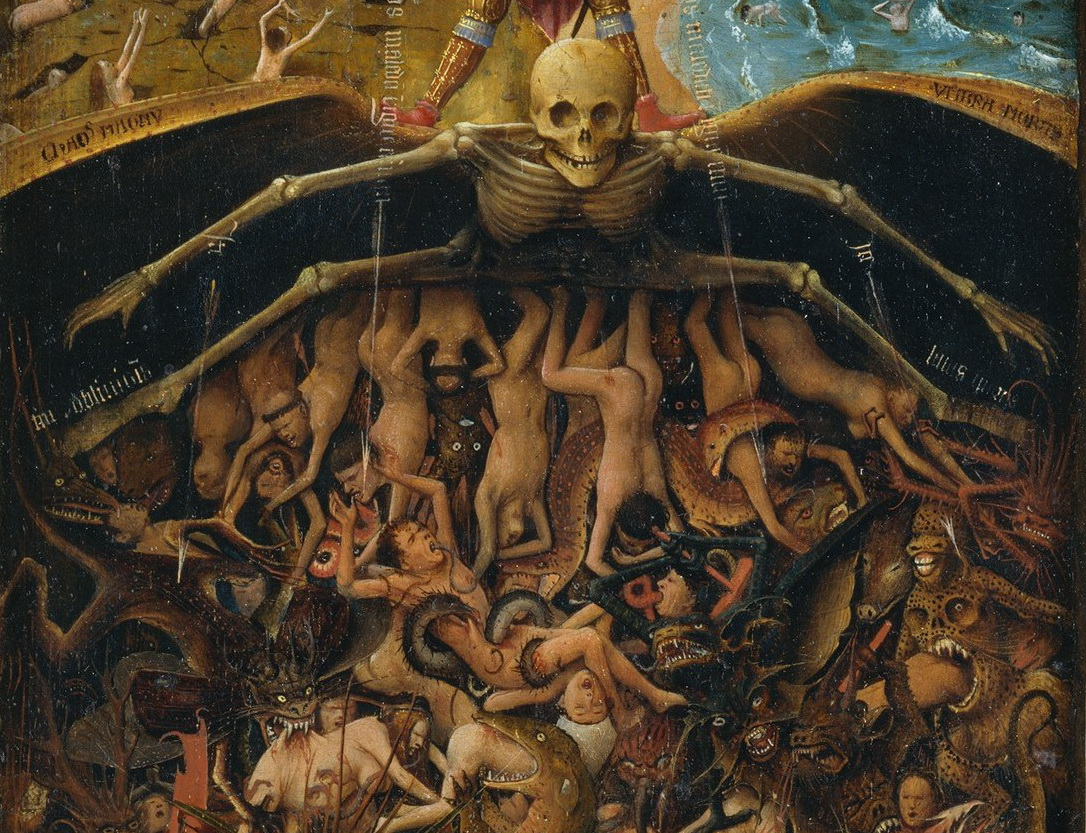
Фрагмент картины «Страшный суд» Яна Ван Эйка

Каждая пара обуви чёрного цвета, на шнурках висит бронзовая пентаграмма и перевёрнутый крест, а по бокам имеется отсылка на библейский отрывок от Луки 10:18. Обувь также содержит 1 каплю человеческой крови в составе. По словам соучредителя MSCHF Дэниела Гринберга, кровь была сдана «примерно шестью» сотрудниками MSCHF. На упаковке присутствует фрагмент из картины «Страшный суд» Яна Ван Эйка.
Обувь была выпущена вместе с музыкальным видео на песню Lil Nas X «Montero (Call Me by Your Name)», в клипе на которую можно увидеть, как рэпер спускается в ад на шесте для стриптиза и танцует на сатане, прежде чем убить его и, предположительно, стать новым правителем ада. В музыкальном видео можно увидеть кастомизированную обувь на ногах сатаны. Было произведено всего 666 пар по цене 1018 долларов. Обувь была распродана менее чем за минуту.
В нескольких публикациях обувь сравнивалась с комиксом, опубликованным Marvel Comics в 1977 году на основе рок-группы Kiss, для которого её участники смешали пузырьки собственной крови с красными чернилами для печати книг.

## Судебный иск
Компания Nike заявила перед федеральным судьёй Эриком Комити, что обувь была произведена без её разрешения. Юристы Nike утверждали, что они «предоставили доказательства того, что обувь смущает даже искушённых сникерхедов», сославшись на тест Роджерса.
В ответ на возникшие противоречия Nike выпустила заявление, в котором говорится: «Nike не разрабатывала и не выпускала эту обувь, и мы не поддерживаем их». Кроме того, компания подала иск против MSCHF, утверждая, что они нарушили права на товарный знак Nike, и заставила потребителей поверить в то, что «компания поддерживает сатанизм». 1 апреля Nike удалось добиться запретительного судебного приказа против MSCHF, временно заблокировав продажу обуви.

## Противоречия
Обувь была встречена неодобрением, в том числе со стороны баскетболиста Ника Янга, пастора Free Chapel Джентезена Франклина, квотербека американского футбола Тревора Лоуренса, рэпера Джойнера Лукаса, евангелического пастора Марка Бернса, консервативного эксперта Кэндис Оуэнс и губернатора Южной Дакоты Кристи Ноэм. Церковь Сатаны полностью одобрила видеоклип «Montero» и обувь. Lil Nas X сказал критикам в Твиттере, что серия была создана для того, чтобы «заставить людей держаться подальше от чужих жизней и перестать диктовать, кем они должны быть».